# Platystele aculeata
Platystele aculeata är en orkidéart som beskrevs av Carlyle August Luer. Platystele aculeata ingår i släktet Platystele och familjen orkidéer.
Artens utbredningsområde är Ecuador. Inga underarter finns listade i Catalogue of Life.